# District de Noura
Le district de Noura (en kazakh : Нұра ауданы) est un district de l'oblys de Karaganda au Kazakhstan.

## Géographie
Le centre administratif du district est la ville de Kiyevka.

## Démographie
En  2013, le district a une population de 63 236 habitants.